# FN 303
FN 303 je ne-ubojit poluautomatski bacač projektila kojeg je dizajnirao i proizveo belgijski Fabrique Nationale de Herstal. Projektili bacača dizajnirani su tako da eliminiraju mogućnost rizika od penetracijskih ozljeda. Koristi se u slučajevima intervencije prilikom eskalacije nasilja ili za označavanje osumnjičenih i njihovu kasniju identifikaciju.

## Opis
FN 303 je oružje koje izbacuje projektile iz okvira s 15 metaka koristivši pritom komprimirani zrak. Prvenstveno je dizajniran kao "ne-ubojito" oružje koje onesposobljava protivnika pomoću projektila koji stvara tup udarac na njegovom tijelo, bez nanošenja kritičnih ozljeda. Zbog toga FN 303 ima veliku primjenu tokom prosvjeda i nemira gdje se svaka uporaba smrtonosnog oružja mora izbjeći.
FN 303 se može koristiti kao zasebno oružje te se na njega može montirati kundak. Također, moguće ga je montirati ispod cijevi većine automatskih pušaka. Takva inačica zove se FN M303.
Oružje dolazi s Picatinny šinama na kojeg se može postaviti većina komercijalnog pribora za oružje poput teleskopske optike, lasera i taktičkih svjetala.
Učinkovit domet FN 303 je 70 metara.

## Razvoj
FN 303 se temelji na dokazanom konceptualnom projektu kojeg je razvila tvrtka Monterey Bay Corporation te ga označila kao XM303. Razvojni tim se bavio proučavanjem dizajna i istraživanjem dvije paintball puške koje su razvili Airgun Designs i Gun F/X Tactical Development. Na temelju toga razvijen je UTPBS (Under Barrel Tactical Paintball System).
Dizajn je bio sličan M16 pušci te je FN 303 zamišljen kao manje-smrtonosno oružje u kombinaciji sa smrtonosnim-oružjem, pružajući time širok spektar mogućnosti.

## Streljivo
FN 303 izbacuje projektile pomoću zraka pod pritiskom a oružje svojim dizajnom omogućava veću preciznost u odnosu na streljivo paintball pušaka. Streljivo je izrađeno tako da ne prodire u ljudsko tkivo dok zadnji dio streljiva sadrži obojenu tekućinu i to:
- streljivo za trening (bez boje): ne-toksični glikol koji se koristi prilikom obuke.
- streljivo s trajnom bojom (žuta boja): polimerska boja na temelju lateksa koja se koristi za označavanje osumnjičenih zbog njihove kasnije identifikacije.
- streljivo s isperivom bojom (roza boja): boja s florescentnim rozim pigmentom na bazi glikola, slično kao i standardno paintball punjenje. Koristi se za označavanje osumnjičenih zbog sumnje na kratkoročnoj osnovi.
- streljivo s oleoresin capsicum (naranđasta boja): boja na temelju glikola miješana s 10% papar-spreja a koristi se za onesposobljavanje mete.

## Kontroverze
FN 303 se koristio u kontroverznom incidentu u Bostonu 2004. u kojem je Victoria Snelgrove pogođena u oko te je smrtno ranjena. Testiranja koje je nakon toga provela bostonska policija je pokazalo da je oružju preciznost "značajno pala" nakon 300 pucnjeva. Policijac koji je ispucao koban metak je na svjedočenju dao iskaz da su mu mete bili prosvjednici koji su bacali boce te da nije znao da je Victorija Snelgrove pogođena.
Sudskom tužbom koja je pokrenuta u srpnju 2006. tražila se odšteta od 15 milijuna USD od grada Bostona i FN Herstala. 2007. bostonska policija je uništila preostale FN 303 navodeći da je oružje moćnije i smrtonosnije nego što se očekivalo.
Tokom nasilnih prosvjeda 11. svibnja 2009. ispred ARCELOR-ove zgrade u Luxembourg Cityju, luksemburške policijske snage su prvi puta upotrijebile FN 303. Tim oružjem pogođen je snimatelj RTL televizije u ruku prilikom čega mu je slomljen jedan prst.

## Korisnici
- Gruzija: u službi gruzijskog MUP-a FN 303 koristio se dva puta. Prvi puta kao obrambeno oružje protiv prosvjednika koji su ilegalno ušli u policijsku postaju a drugi puta tokom nereda u studenom 2007.[10]
- Libija: 2009. je kupljeno 2.000 komada oružja.[11]
- Luksemburg: FN 303 koriste policijske snage Unité Spéciale de la Police i Grand Ducal Police.[12][13]
- Turska: Çevik Kuvvet od ravnateljstva sigurnosti.[14]
- SAD: u uporabi američke vojske, mornarice, marinskog korpusa i zračnih snaga koji su FN 303 koristili u iračkom i afganistanskom ratu.[1] Oružje je u uporabi i američke carinske i granične kontrole.[15]

## Vanjske poveznice
- Opis FN 303  Arhivirana inačica izvorne stranice od 27. svibnja 2011. (Wayback Machine)